# Red Ryder
Red Ryder va ser una tira còmica creada per Stephen Slesinger i l'artista Fred Harman que va servir de base per a una àmplia gamma de marxandatge de personatges. Sindicat per Newspaper Enterprise Association, la tira es va publicar des del diumenge 6 de novembre de 1938 fins a 1965.

## Red Ryder
El 1938, Harman va conèixer l'editor, escriptor i sindicat de còmics Stephen Slesinger. En aquell moment, Slesinger havia escrit un guió d'una nova tira còmica anomenada Red Ryder i buscava un artista destacat amb coneixement dels detalls autèntics de l'època i que tingués un do natural per dibuixar escenes des de perspectives dramàtiques. Harman encaixava amb la descripció i era un autèntic vaquer que era el portaveu ideal de la franquícia de personatges de Red Ryder.
Slesinger va portar Harman a Nova York i va treballar amb ell durant un any abans que Red Ryder estigués a punt per ser publicat a través d'un llançament curosament planificat des de pàgines de còmics fins a pel·lícules i programes de ràdio, concursos, productes de marxandatge i aparicions personals de Fred Harman a actes de beneficència, escoles i esdeveniments cívics i d'enriquiment juvenil de Red Ryder.
Slesinger va ser pioner en el concepte de sinergia entre ràdio, pel·lícules, Big Little Books, novel·les, capítols seriats, programes de ràdio, esdeveniments, rodeos, powwows, esdeveniments comercials i productes amb llicència com la Daisy Red Ryder BB Gun per crear capital de marca i crear impressions duradores i coherents. Quan va llançar Red Ryder, ja havia demostrat la seva fórmula per crear franquícies de personatges perennes amb personatges com Tarzan, Winnie the Pooh i molts altres personatges de còmics de diaris de l'edat daurada.
Red Ryder es va convertir en el personatge de còmic més longeu i popular del gènere en pel·lícules, ràdio, còmics, venda al detall i mercat de col·leccionistes. Avui Red Ryder té algunes de les relacions comercials més llargues de la història de la indústria de llicències.

## Toppers
Red Ryder tenia dues topper strips a la pàgina del diumenge: Little Beaver (6 de novembre de 1938 - 25 d'agost de 1946) i Corral de Red Ryder de Western Lingo (8 de setembre de 1946 - 10 d'octubre de 1948).

## Personatges i història
A cavall del seu poderós corcel Thunder, Red era un cowboy dur que va viure a Painted Valley Ranch durant la dècada de 1890 a la conca Blanco de la San Juan Mountain Range, amb la seva tia, la duquessa, i el seu company juvenil nadiu-americà, Little. Beaver, que munta el seu cavall, Papoose, quan marxa per fer front als dolents. Little Beaver parlava en l' anglès pidgin que ara es considera una caricatura ofensiva. (El seu eslògan més famós va ser "You betchum, Red Ryder!") Altres personatges notables van ser la xicota de Red, Beth Wilder, l'archienemic Ace Hanlon i el ranxo Buckskin Blodgett.
Harman va ser finalment aclamat com un dels millors artistes occidentals de ploma i tinta, conegut pel seu sentit dramàtic de la perspectiva i l'acció autèntica. Artistes i escriptors col·laboradors van treballar a l'estudi de Nova York de Stephen Slesinger, Inc i van contribuir a Red Ryder al llarg dels anys, com Jim Gary, Edmund Good, John Wade ("Johnnie") Hampton, Robert MacLeod i Bill Lignanti (del famós restaurant The Palm). ), Gaylord Du Bois (va escriure guions, cap al 1939-1940) i Stephen Slesinger, que va dibuixar guions detallats i va escriure i va aprovar totes les històries fins que va morir el 1953, quan Shirley Slesinger es va posar a la pell del seu marit, treballant estretament amb Bill Lignanti. i Jay Rowland. Charlie Dye, Johnnie Hampton, Joe Beeler i George Phippen van ser cofundadors dels Cowboy Artists of America, dels quals Harman també va ser membre fundador. Quan Harman va deixar Red Ryder el 1963 per concentrar-se en les seves pintures, MacLeod va continuar escrivint la continuïtat de la història per a la tira, amb els artistes del personal de Red Ryder Entp. , Inc.
Gaylord Du Bois, un prolífic escriptor de còmics associat amb Slesinger, va escriure Red Ryder i Little Beaver durant un breu període el 1938 i de nou a principis dels anys quaranta.

## Còmics
El primer còmic de Red Ryder va ser publicat per Slesinger's Hawley Publications, Inc. el setembre de 1940, seguit dels còmics Hi-Spot per a un número.
Dell Comics va llançar el seu Red Ryder l'agost de 1941, canviant el seu títol a Red Ryder Ranch Magazine amb el número 145, i després a Red Ryder Ranch Comics amb el número 149. Red Ryder Comics va consistir en reimpressions de la tira còmica fins al número 47 (juny de 1947), quan va començar a produir material original. En total, Red Ryder Comics va gaudir d'una primera tirada, amb un total de 151 números, que va acabar l'any 1957, una de les tirades contínues de quioscs més llargues dels EUA, per a qualsevol còmic occidental. Durant les quatre dècades següents, sota llicència de Red Ryder, Enterprises, Inc. King Features Syndicate va distribuir reimpressions de còmics traduïdes a onze idiomes, mentre que les traduccions no autoritzades s'han imprès en 30 idiomes. No obstant això, amb diferència, la major circulació de Red Ryder Comics són els produïts en castellà i distribuïts per tot el món de parla hispana. De 1954 a 1984 sota un acord de llicència exclusiu amb Red Ryder Enterprises, Inc. Novaro va distribuir 474 edicions regulars més extres i especials a 21 països i territoris.

## En altres mitjans

### Ràdio
La sèrie de ràdio Red Ryder va començar el 3 de febrer de 1942 a Blue Network. s'emet tres cops per setmana a les 7:30 h hora del Pacífic. Quan el Blue també va adquirir The Lone Ranger del Mutual Broadcasting System, Mutual va decidir competir emetent Red Ryder en el mateix període. Així, Red Ryder es va emetre a la costa est aquell any del 20 de maig al 9 de setembre a Mutual. La sèrie va vèncer a The Lone Ranger a les qualificacions de Hooper, però l'èxit va ser de curta durada. Red Ryder es va vendre a un patrocinador regional, Langendorf Bread, i després de quatre mesos ja no es va escoltar a l'Est.
Mutual i Langendorf van continuar la sèrie a la West Coast Don Lee Network durant la dècada de 1940 a les 7:30 h els dimarts, dijous i dissabtes, sempre amb el familiar tema d'orgue, "The Dying Cowboy" (" Bury Me Not on the Lone Prairie "). Entre els locutors del programa hi havia Ben Alexander i Art Gilmore.
Els personatges continus de la tira còmica també es van trobar a la sèrie de ràdio, produïda per Brad Brown amb l'escriptor i director Paul Franklin i l'escriptor Albert Van Antwerp. Reed Hadley va interpretar a Red Ryder a la ràdio de 1942 a 1944, seguit de Carlton KaDell (1945) i Brooke Temple (1946–51). Arthur Q. Bryan va fer el paper de Roland "Rawhide" Rolinson, i el company de Red Buckskin va ser interpretat per Horace Murphy. Jim Mather va proporcionar veus índies.
Nombrosos actors van interpretar a Little Beaver, inclosos membres dels Hopi, Jicarilla Apache, Southern Ute i Navajo Nations. Un dels més notables va ser Robert Blake (en els crèdits com Bobby Blake), Tommy Cook (1942 a partir), Frank Bresee (1942–46, alternant amb Cook), Henry Blair (1944–47), Johnny McGovern (1947–50), i Sammy Ogg (1950–51). Durant el mateix període de mitjans de la dècada de 1940, Henry Blair també va retratar Ricky Nelson a The Adventures of Ozzie and Harriet.
Anunciat com "el famós vaquer de lluita dels Estats Units", Red Ryder va destacar perquè no va matar els seus enemics, sinó que va apuntar a les seves armes per desarmar-los. Aquests efectes de so van ser gestionats per James Dick, Monty Fraser i Bob Turnbull.

### Pel·lícules i televisió
Red Ryder va aparèixer en una sèrie de 12 capítols de 1940, seguida d'una sèrie de 27 pel·lícules (les quatre últimes eren en color). Va començar l'any 1940 amb la sèrie de pel·lícules Republic de 12 capítols The Adventures of Red Ryder, interpretada per Don "Red" Barry, que va rebre el seu sobrenom "Red" pel paper i Tommy Cook com el jove company indi de Red Ryder, Little Beaver. Posteriorment, Wild Bill Elliott i Allan "Rocky" Lane van interpretar a Red Ryder en diverses pel·lícules, ambdós treballant amb Robert Blake com a Little Beaver. Les últimes quatre pel·lícules de Red Ryder van tenir com a protagonista Jim Bannon com Red Ryder i Don Kay ("Little Brown Jug") Reynolds com Little Beaver. Tant Bannon com Lane van filmar pilots per a una sèrie de televisió Red Ryder, creada per Stephen Slesinger, però cap de les dues versions es va recollir. Tots dos pilots sobreviuen i apareixen en diverses col·leccions de DVD. Un episodi de Gunsmoke titulat "I Call Him Wonder" es va produir el 1963 com a backdoor pilot per a un nou programa de televisió de Red Ryder i Little Beaver.

## Productes
La sinergia de màrqueting de Slesinger per als productes Red Ryder i Little Beaver va ser pionera. joguines Red Ryder ; novetats; regals; accessoris; articles esportius; i roba resistent per a exteriors, de treball i de joc es venia a tot el país i es va exportar pels principals fabricants nord-americans a Europa, Amèrica Llatina i fins a Egipte, Índia i Japó.
A les botigues JC Penney d'arreu del país, Slesinger va crear Red Ryder "postes avançades per a una qualitat i un valor nord-americans fiables". Aquestes botigues dins de la botiga es deien "Red Ryder Corrals". A més dels concursos educatius i esportius, esdeveniments especials i aparicions personals, van subministrar roba resistent de la marca Red Ryder per a homes i nens. A més dels productes a l'aire lliure Red Ryder i Little Beaver, la llicència incloïa material escolar, kits de dinar i altres articles de maquinari i articles esportius de personatges de Red Ryder.
Els llocs avançats també incloïen la llegendària Daisy Red Ryder Carbine, que es va convertir en una tradició de regals de Nadal de pares a fills com es va commemorar a la pel·lícula de Jean Shepherd de 1983 A Christmas Story. La història gira al voltant dels records de la infància de l'autor i d'un nen que intenta aconseguir una " Red Ryder Carbine-Action Two-Hundred-Shot Range Model Air Rifle BB gun amb una brúixola a l'estoc i una cosa que digui l'hora" per Nadal. La pel·lícula va ser adaptada de la ficció autobiogràfica de Jean Shepherd, amb permís de Red Ryder Enterprises, Inc., que posseeix les marques registrades i els drets d'autor de Red Ryder.